# Svarttjärnen (Segersta socken, Hälsingland)
Svarttjärnen är en sjö i Bollnäs kommun i Hälsingland och ingår i Ljusnans huvudavrinningsområde.